# Noa Williams
Noa Oliver Williams, född 27 november 2001, är en svensk fotbollsspelare som spelar för norska Kongsvinger.

## Karriär
Williams är fostrad i Hammarby IF. 2019 gick han till IK Brages akademi. I februari 2020 flyttades Williams upp i A-laget och skrev på ett fyraårskontrakt. Williams debuterade i Superettan den 17 juni 2020 i en 1–4-förlust mot Degerfors IF, där han blev inbytt i den 73:e minuten mot Leonard Pllana.
Den 30 juli 2021 värvades Williams av norska Fredrikstad, där han skrev på ett 3,5-årskontrakt med start den 10 augusti. I augusti 2023 lånades Williams ut till Skeid.
I januari 2024 värvades Williams av Kongsvinger, där han skrev på ett fyraårskontrakt.